# Шалон-сюр-Сон (округ)
Шалон-сюр-Сон (фр. Chalon-sur-Saône) — округ (фр. Arrondissement) во Франции, один из округов в регионе Бургундия. Департамент округа — Сона и Луара. Супрефектура — Шалон-сюр-Сон.
Население округа на 2006 год составляло 196 311 человек. Плотность населения составляет 114 чел./км². Площадь округа составляет всего 1726 км².